# Key (artista)
Kim Ki-bum (hangul: 김기범; hanja: 金起範; rr: Gim Gi-beom; MR: Kim Ki-pŏm; nascido em 23 de setembro de 1991), mais conhecido na carreira musical por seu nome artístico Key (hangul: 키; rr: Ki), é um cantor, ator, apresentador e designer de moda sul-coreano. Estreou como membro do grupo SHINee em maio de 2008, tornando-se um dos grupos mais bem sucedidos da Coreia do Sul. Iniciou sua carreira como ator em 2011 na série da Mnet Moon Night '90, interpretando Lee Hyun-do. Key é amplamente reconhecido como cantor, mas também se aventurou em diferentes carreiras, notadamente como ator e fashion designer.
Como cantor, colaborou com vários artistas e integrou o duo musical Toheart, ao lado de Nam Woo-hyun, em 2014. Key fez sua estreia como solista em novembro de 2018 com o lançamento do single digital "Forever Yours" com a participação de Soyou. Seu primeiro álbum de estúdio, intitulado Face, foi lançado dias depois, acompanhado do single "One of Those Nights" com a participação de Crush. Solidificou sua carreira de ator, participando de vários musicais como Bonnie and Clyde (2013), Zorro (2014), e Chess (2015), além de estrelar dramas de televisão como, Drinking Solo (2016), e The Guardians (2017), onde recebeu o prêmio de Melhor Novo Ator por seu papel em The Guardians no 2017 Grimae Awards.
Em 2015, Key também se aventurou na indústria da moda participando de vários projetos. Por exemplo, colaborando com a Bridge Shop House para projetar os trajes dos concertos do SHINee além de ser nomeado como o diretor de moda da SM Entertainment, e trabalhou com a modelo Irene e a marca Charm's para projetar vestuários de moda.

## Vida e carreira

### 1991–2013: Primeiros anos, início de carreira com Shinee e estreia como ator
Key nasceu em 23 de setembro de 1991 em Daegu, Coreia do Sul. Foi um talentoso esquiador, sendo um representante do Dae Gu Yeong Shin Middle School, e ficou em primeiro lugar em competições de esqui aquático em 2006 e 2007. Em 2006 juntou-se a SM Entertainment após uma audição bem-sucedida no S.M. National Tour Audition Casting. Em 2007 apareceu como um dançarino de fundo no filme do Super Junior, Attack on the Pin-Up Boys.
Em 2008, foi escolhido como membro do grupo SHINee. O grupo lançou seu primeiro extended play, Replay, em 22 de maio estreando na posição #10 e alcançou a #8 posição nas paradas musicais. A primeira apresentação televisiva do grupo ocorreu em 25 de maio de 2008 no programa Inkigayo da SBS. Em agosto de 2008, o grupo lançou seu primeiro álbum de estúdio em coreano, intitulado The Shinee World, que ganhou o "Newcomer Album of the Year" no Golden Disk Awards. O álbum estreou nas paradas sul-coreanas na terceira posição, vendendo mais 30 mil cópias. O primeiro single do álbum foi "Love Like Oxygen", um cover de "Show the World" por Martin Hoberg Hedegaard, originalmente escrita pelo compositor dinamarquês e equipe de produção de Thomas Troelsen, Remee e Lucas Secon. Em 18 de setembro do mesmo ano, "Love Like Oxygen" foi a canção número #1 no M Countdown. Poucos dias depois, Shinee recebeu o prêmio "Mutizen" para o mesmo single no Popular Songs da SBS. Em abril de 2009, participou da performance solo de Xiah para a canção "Xiahtic" no concerto do TVXQ, 2009: The 3rd Asia Tour Mirotic, em Seul. Ainda em 2009 apareceu em programas de televisão como Idol Maknae Rebellion como convidado ao lado de Onew, Jonghyun e Taemin em dois episódios, juntamente com membros de outros grupos incluindo Dongho, Shorry J, Jinwoon, Yunhwa, Seunghyun do e Mir. Para o terceiro mini-álbum do Shinee, 2009, Year of Us, lançado em 19 de outubro do mesmo ano, juntamente com Minho e o letrista JQ escreveram a canção "Get Down", que conta com a participação de Luna.

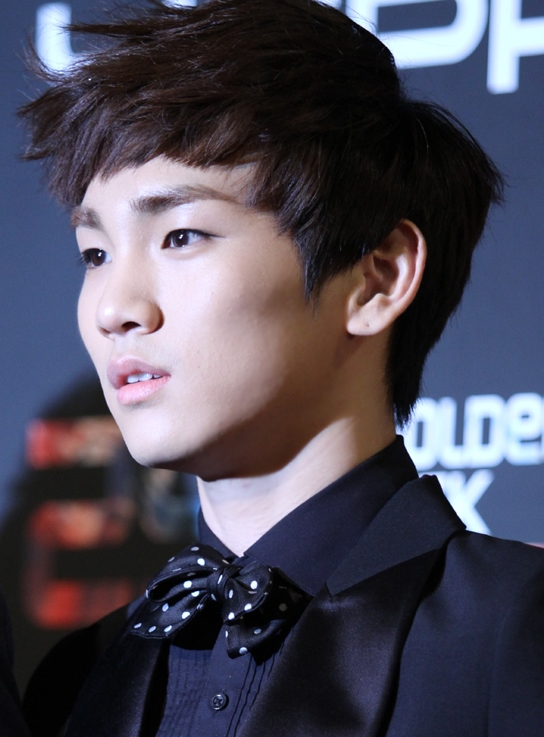
Key no tapete vermelho do 25th Golden Disc Awards. (dezembro de 2010)

Em janeiro de 2010, foi destaque na canção "치유 (Healing)" do TRAX para o mini-álbum Trax Mini Album Volume 1.  Mais tarde, foi também anunciado que teria uma participação na canção "Hwaseongin Virus (Boys & Girls)" do Girls' Generation para seu segundo álbum de estúdio, Oh!, lançado em 28 de janeiro. Em março de 2010 fez parte do elenco do programa Raising Idol, o programa também ficou conhecido como "Keydol" por seus fãs. Para o segundo álbum de estúdio do Shinee, Lucifer, lançado em julho de 2010, co-escreveu a música "Shout Out", com JQ, Misfit e os outros membro do grupo. O álbum liderou vários gráficos de vendas físicas e digitais na Coreia do Sul pouca horas depois de seu lançamento. As canções do álbum "foram cuidadosamente selecionadas", e o álbum foi produzido para "dar aos ouvintes uma excelente oportunidade para experimentar os diversos personagens musicais e habilidades vocais mais maduras dos membros." Por sua excelente coreografia, o lead single de mesmo nome, foi nomeado para o Best Dance Performance Award no Mnet Asian Music Awards. Lucifer se tornou o sexto álbum mais vendido de 2010 na Coreia do Sul, vendendo mais de 120 mil cópias. Uma versão reeditada do álbum foi lançada em outubro, sob o nome de Hello, contendo três novas faixas, onde co-escreveu o rap para "Get It". Key cantou a música "Barbie Girl" com Jessica Jung para o álbum Into the New World do Girls' Generation lançado em 30 de dezembro de 2010.
Em junho de 2011, o Shinee fez sua estreia no mercado japonês com o single "Replay", sendo uma regravação de seu single de estreia lançado originalmente em 2008. O single vendeu mais de 91 mil cópias na primeira semana, sendo certificado posteriormente com um disco "Ouro" pela RIAJ por mais de 100 mil cópias vendidas ainda em junho. Em outubro daquele ano, Key estreou como ator na série da Mnet Moon Night '90 como Lee Hyun-do juntamente com Taemin. No início de dezembro de 2011, o primeiro álbum de estúdio em japonês do Shinee, intitulado The First, foi lançado. O álbum contou com três singles oficiais: "Replay", "Juliette" e "Lucifer", sendo todos regravações de singles lançados originalmente em coreano. Graças ao sucesso das canções Shinee se tornou o primeiro artista estrangeiro em 44 anos na história da Oricon a ter três canções diferentes lançadas no Japão no top três em suas vendas de singles semanais.
Key colaborou com Leeteuk na canção "Bravo", lançada digitalmente em 3 de janeiro de 2012 para a trilha sonora da série History of a Salaried Man. Em fevereiro do mesmo ano apareceu no quarto episodio da série de televisão Salamander Guru and The Shadows. Em março de 2012 participou da canção "One Dream" com BoA e Henry Lau. De 28 de março à 10 de junho de 2012, interpretou Frank Abagnale Jr., na produção coreana do musical da Broadway "Catch Me If You Can", junto com Sunny, marcando sua estréia teatral. Também colaborou com uma parte de rap em "Two Moons" do EXO para o mini-álbum MAMA, lançado em 9 de abril de 2012. Em 24 de outubro foi anunciado que participaria do retorno da adaptação coreana do musical Catch Me If You Can. A produção do retorno teve início em 14 de dezembro de 2012 e continuou até 9 de fevereiro de 2013 no Opera House, no Centro de Artes Seongnam. O elenco permaneceu basicamente o mesmo com Kijun Hum, Cho Kyu-hyun, Dana e Sunny, com a adição de Son Dong-woon.
Em fevereiro de 2013, a SM Entertainment anunciou o lançamento do terceiro álbum de estúdio em coreano do grupo, Chapter 1. Dream Girl – The Misconceptions of You, para 19 de fevereiro acompanhado do lead single "Dream Girl". Em 14 de fevereiro, Shinee realizou o evento "Melon Premiere Shinee Music Spoiler" no Olympus Hall, em Seul, onde revelou seis das nove músicas do álbum para 100 revisores de música, e anunciou que não só lançariam um terceiro álbum, mas que seria dividido em duas partes, sendo que a segunda parte chamada Chapter 2. Dream Girl – The Misconceptions of Me seria lançada em abril daquele ano. Para a primeira parte do álbum, escreveu as letras de rap para "Girls, Girls, Girls" juntamente com Minho. Em 18 de julho de 2013, foi anunciado que interpretaria Clyde na produção coreana do musical Bonnie & Clyde, juntamente com Kim Minjong, Uhm Kijoon, Dana e Park Hyung-sik. As apresentações aconteceram no Chungmu Art Hall em Seul, no dia 4 de setembro e foram até o dia 27 de outubro de 2013. Para o EP Everybody, lançado em outubro de 2013, escreveu as letras de rap para "Colorful" (juntamente com Minho). Em 22 de outubro, foi escalado em outra adaptação coreana do musical da Broadway The Three Musketeers, como D'Artagnan. The Three Musketeers foi realizado de 13 de dezembro de 2013 à 2 de fevereiro e 2014, no Seongnam Arts Centre Opera House.

### 2014–2018: Toheart, trabalhos na televisão, crescente popularidade eFace
Em 24 de janeiro de 2014 a SM Entertainment e a Woollim Entertainment confirmaram que Woohyun e Key formariam uma dupla. Uma fonte da Ilgan Sports contou: "Key e Woohyun formarão uma dupla que estreará por volta de fevereiro. Em vez de mostrar o estilo musical dos seus respectivos grupos, eles pretendem fazer um tipo diferente de música e apresentação". Um representante da SM disse: "O álbum poderá sair de fevereiro a abril. Estamos analisando várias possibilidades e tentando fazer a melhor colaboração. O nome da dupla ainda não foi confirmado e eles estão gravando." Em 10 de fevereiro de 2014 foi revelado que Key iria participar do programa, We Got Married Global Edition da MBC, sendo o par de Arisa Yagi, uma modelo japonesa. O programa foi ao ar em abril do mesmo ano. Em 20 de fevereiro a SM revelou um vídeo prólogo da dupla formada por Key e Woohyun, intitulada Toheart. No mesmo dia Key postou uma foto sua com Woohyun durante as gravações do vídeo musical de "TOHEART", em sua conta oficial no Instagram. Em 10 de março o primeiro extended play da dupla intitulado The 1st Mini Album e a faixa título, "Delicious", foram lançados.
A MBC anunciou em 9 de junho de 2014, que Key seria membro regular do talk show Star Gazing. Em 11 de julho do mesmo ano, participou do segundo episódio do 7 Hungry Houseguests. O programa é um reality show de estrada/variedades que apresenta a comida tradicional, a cultura, a história e natureza de diferentes países. Em 15 de julho, foi escalado para o papel principal no musical Zorro, compartilhando o papel com os cantores Wheesung e Yoseob. O musical começou sua temporada em 27 de agosto e terminou em 26 de outubro de 2014 no Chungmu Art Hall em Seul. Enquanto isso, em 24 de setembro daquele ano o Shinee lançou o seu terceiro álbum em japonês, intitulado I'm Your Boy, precedido pelos singles "Boys Meet U", "3 2 1" e "Lucky Star".

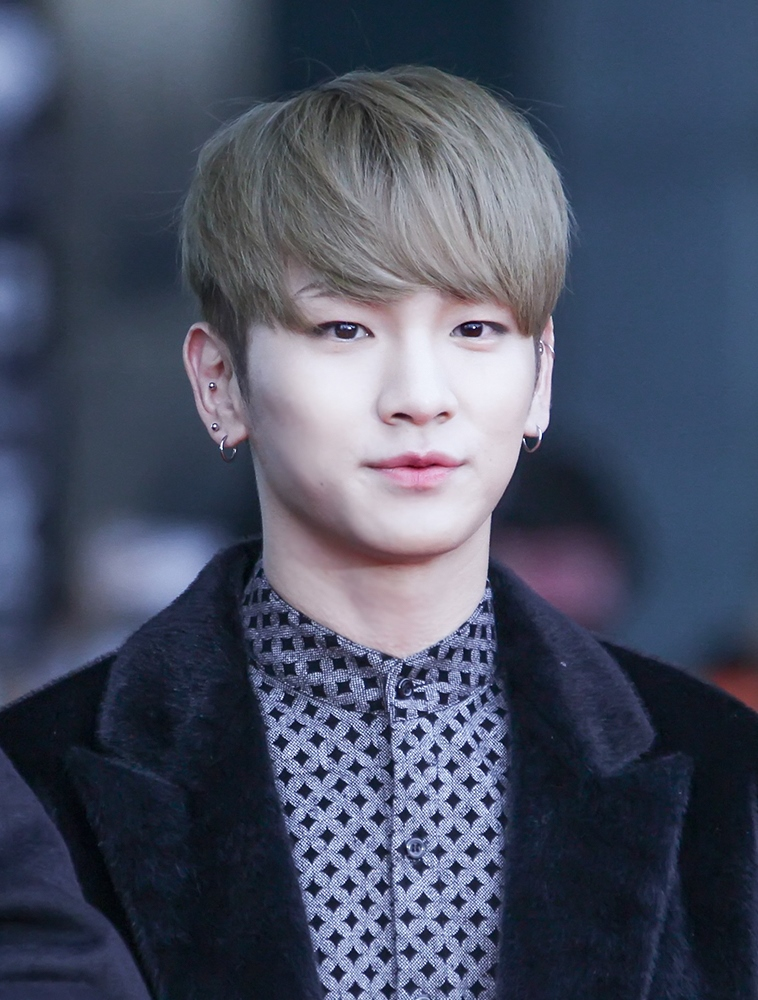
Key na abertura do SMTown Coex Artium. (janeiro de 2015)

Em janeiro de 2015, foi anunciado a sua participação no musical School OZ. O musical estreou em 14 de janeiro no teatro da SMTown, localizado no complexo multicultural da SM no Samsung-dong, em Seul. Sua trilha sonora foi lançada dias depois. Em 19 de março do mesmo ano, tornou-se apresentador do programa M! Countdown da Mnet. Em 6 de maio, foi escalado para o musical Chess interpretando o personagem principal, Anatoly. O musical começou sua temporada em 19 de junho e terminou em 19 de julho no Sejong Center. Foi creditado por escrever o rap da canção "Alive" para o álbum Odd, lançado em maio de 2015. Em 30 de maio, a MBC anunciou que Key havia sido adicionado ao elenco do reality show My Little Television, onde celebridades interagem com internautas. Em 16 de junho de 2015, Key publicou uma foto de seu reality show, intitulado Key’s Knowhow, em sua conta oficial no Instagram. O reality estreou em 1 de julho do mesmo ano, através de várias redes de mídia online e social, e então exibido no canal de TV a cabo, Mnet. No mesmo dia, Key anunciou a sua participação no programa culinário Cast a Spell, também conhecido como Make An Order. Ainda em julho foi escalado para o musical In the Heights, juntamente com Chen, Kim Sung-kyu, Jang Dong-woo, Luna e grande elenco, sendo apresentado de 4 de setembro à 4 de novembro de 2015. Foi anunciado pela NEWTYPE Ent. que o duo AXODUS, formado por Don Spike e DJ Hanmin, fariam uma colaboração com Key para faixa "Hold On", e eles realizaram uma apresentação especial em 25 de julho no Ansan Valley Rock Festival. A canção foi lançada oficialmente em 13 de agosto de 2015.
Em 7 de março de 2016, foi apresentado como parte do elenco da peça teatral Save the Green Planet! interpretando Byung Goo, marcando sua estreia no teatro não-musical. Ocorrendo de 9 de abril a 29 de maio de 2016. Em 4 de maio do mesmo ano, lançou "Key Of Secret", para a trilha sonora da animação infantil Magic Adventures – The Crystal of Dark. Em junho de 2016, foi escalado para a série de televisão Drinking Solo, sendo a sua primeira atuação oficial em um drama, assumindo o papel de um estudante que estuda para o exame de serviço civil á 3 anos. A série estreou em 5 de setembro do mesmo ano. Sua atuação foi bem recebida pela equipe de produção da série, que afirmou: "Key é alguém que trabalha duro. Ele se preparou muito de antemão... e como ator, ele exaustivamente analisa seu personagem. Ele está recebendo muitos elogios e amor dos membros da equipe. Apesar de não ter experiência em dramas no momento da sua audição, sua atuação exalava muito frescor e vibração. Além disso, sua atuação e sua enunciação eram bons e por isso decidimos lançá-lo." Em 9 de julho, lançou a canção "Cool", em parceira com Doyoung, para a trilha sonora da série 38 Revenue Collection Unit. Escreveu o rap para as canções "Don't Let Me Go" e "Don't Stop", para o álbum 1 of 1 do Shinee, lançado em outubro de 2016.
Em novembro de 2016, voltou ao elenco do musical In the Heights, sendo realizado entre 20 de dezembro de 2016 à 12 de fevereiro de 2017. Ainda em novembro do mesmo ano, apareceu no documentário Seoul Fashion, uma colaboração entre JTBC e CeCi. Em março de 2017, foi confirmado no elenco do drama da MBC The Guardians, interpretando Gong Kyung-soo, um skatista e hacker cuja mãe desapareceu devido a um crime. O drama foi ao ar de 22 de maio à 11 de julho de 2017, rendendo críticas positivas por suas habilidades de atuação. Key recebeu o prêmio de Melhor Novo Ator pelo seu papel no drama no 2017 Grimae Awards.

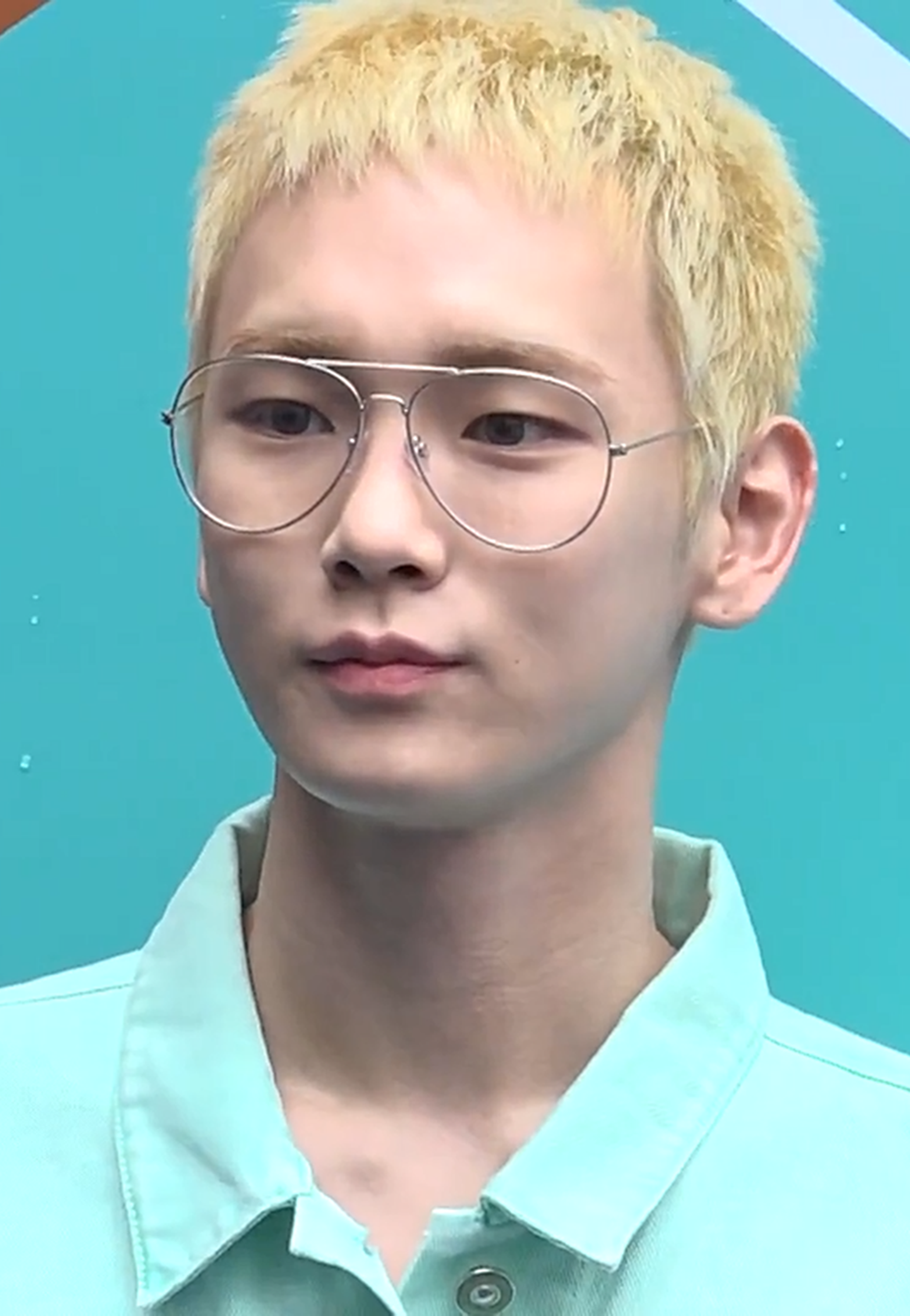
Key durante a FW Hera Seoul Fashion Week. (março de 2018)

Em fevereiro de 2018, entrou para o elenco do programa da tvN DoReMi Market, também conhecido como Amazing Saturday, estreando em 7 de abril do mesmo ano, contando também com Shin Dong-yup, Lee Hye-ri, Park Na-rae, Moon Se-yoon, Hanhae e Dong Hyun Kim no elenco. Em março foi escolhido como apresentador do programa da Mnet Breakers, que teve sua estreia em 20 de abril. O programa é centrado em uma batalha musical entre 8 cantores e compositores que são muito habilidosos em produção, composição e canto, que competem com músicas autorais produzidas para o tema de cada episódio, e são avaliados pelo público presente e online. Key foi destaque no remix do single "If You're Over Me" do Years & Years, lançado em 6 de julho de 2018. Key canta em coreano e inglês sobre a melodia original ao lado do trio pop britânico, e também escreveu a letra em coreano. A canção que foi originalmente lançada em 10 de maio de 2018, ganhou um remix com a participação de Key para coincidir com o lançamento do álbum Palo Santo do Years & Years. No início de setembro de 2018, seu primeiro talk show, intitulado Cheongdam Key-chin, estreou na Kakao TV sendo posteriormente transmitido na JTBC4. O show dá voz aos jovens ídolos, que têm poucos lugares onde podem ser honestos e compartilhar suas histórias.
Em 11 de outubro de 2018, a SM Entertainment anunciou a estreia solo de Key para 6 de novembro, com o lançamento do single "Forever Yours", com a participação de Soyou. A canção de R&B com tropical house, fala sobre as emoções românticas que um casal profundamente apaixonado sente um pelo outro. Seu primeiro álbum de estúdio, intitulado Face, foi lançado em 26 de novembro de 2018 contendo 10 músicas no total, incluindo a faixa-título "One of Those Nights", com a participação de Crush, e seu primeiro single "Forever Yours". Logo após sua estreia solo, Key lançou seu primeiro extended play em japonês, intitulado Hologram, em 26 de dezembro de 2018. O EP composto por um total de cinco faixas, incluindo uma versão japonesa de "One of Those Nights" de seu primeiro álbum em coreano, estreou na 4ª posição na parada oficial de álbuns do Japão, a Oricon Weekly Chart, com mais de 26 mil cópias vendidas em apenas um semana.

### 2019–presente: Estreia no cinema e retorno para a TV
Sua estreia oficial no cinema ocorreu no filme de Han Jun-hee Hit-and-Run Squad, lançado em 30 de janeiro de 2019. Key foi escalado para o elenco do filme em fevereiro de 2018. Em 14 de fevereiro lançou a canção "Cold", através do projeto Station. Em 4 de março de 2019, Key lançou o álbum reeditado I Wanna Be, contendo todas as faixas de seu primeiro álbum de estúdio, Face, além de três novas músicas, incluindo a faixa-título "I Wanna Be", com a participação de Soyeon. No mesmo dia, se alistou no Centro de Treinamento do Exército da Coreia, em Nonsan, onde serviu como um soldado ativo depois de completar seu treinamento militar, sendo liberado em 7 de outubro de 2020, exercendo suas funções militares por 1 ano e 7 meses. Key voltou como membro regular do elenco do programa Amazing Saturday - DoReMi Market em novembro de 2020.
Em 30 de agosto de 2021, Key lançou o single de pré-lançamento "Hate That ...", com a participação de Taeyeon, antes do lançamento de seu primeiro exteded play coreano no final de setembro.

## Imagem
"O importante é não estar vinculado ao estilo em si, mas sim a uma atitude em relação à moda. Combinar um item de moda com meu próprio estilo é divertido" — Key

Key é considerado um dos melhores fashionistas entre os K-idols, com seu estilo peculiar e particularmente atraente, muitas vezes não tem medo de misturar as cores. Ligeiramente reminiscente do ícone da moda, G-Dragon, ambos são conhecidos por não seguir tendências, mas em vez disso, apresentam seus próprios estilos únicos, misturando elementos das novas tendências com itens antiquados. Embora possa haver inúmeros fashionistas no K-pop, Key continua a ser um dos ícones da moda mais inspiradores, permanecendo fiel à originalidade e mostrando que a moda deve ser sempre divertida.  Key afirmou que gosta de experimentar algo novo para olhar diferente dos outros e que, em vez de se limitar pela forma, ele se preocupa mais com a atitude para com a moda.
Ao longo dos anos Key modificou seu cabelo, variando de vários tons de cores para diferentes cortes. A fim de definir adequadamente o seu estilo, uma palavra não é suficiente, já que ele está constantemente mudando e misturando sua aparência, com seus traços andróginos sem medo de ousar.

### Moda
Anos depois de sua estréia, Key também se aventurou na indústria da moda. Por exemplo, ele colaborou com o designer Ko Tae-yong em camisas auto-fabricadas que retratam seus cães e doou a arrecadação para a caridade. Além disso, ele também foi promovido a um dos diretores de moda da S.M. Entertainment e projetou trajes para o concerto do Shinee em 2015. Em 2016, Key colaborou com ilustrador japonês Bridge Ship House para a quinta turnê de concertos do grupo, intitulada SHINee World V. Em abril de 2016, tornou-se um editor especial da revista de moda Elle, compartilhando seu estilo de vida pessoal em uma coluna chamada Key Story, divulgada quinzenalmente pela revista. Ele compartilhou dicas sobre lentes de contato com cores, câmeras, aplicativos e muito mais. No inicio de 2017, Key, junto com o modelo Irene e a marca de moda Charm's, trabalharam juntos para projetar roupas que foram vendidas em março do mesmo ano.

### Endossos
Em janeiro de 2016, tornou-se modelo para Jill Stuart Accessory. Um representante da marca declarou: "Key, que é escolhido como um ícone da moda, tem promovido profissionalmente em uma variedade de áreas como a música, transmissões, e musicais, mostrando um aspecto artístico, que se sobrepõe com o estilo sensual e na moda do conceito da marca, por isso ele foi escolhido como o modelo".

## Filantropia
Key e seus fãs são conhecidos por participar em eventos de caridade. Em 2012, Key e seus fãs da Coréia, China, Japão, Taiwan, Singapura, Tailândia e outros sete países doou 2,12 toneladas de arroz para World Vision, que era capaz de alimentar 17.000 crianças desnutridas e idosos entre 11 cidades. Mais tarde, em 23 de setembro de 2014, no aniversário de Key, seus fãs levantaram um total de 2 milhões de won e estabeleceu um poço no Camboja para ser utilizado como ajuda médica para as crianças pobres. Em 2015, Key postou em sua conta no Instagram um incentivo a seus seguidores a ajudar os cidadãos do Nepal após o seu devastador terramoto, e enviado apoio moral. No mesmo ano, colaborou com o designer Ko Tae-yong na venda de camisas retratando seus cães. Toda a arrecadação (aproximadamente 1.250 milhões de won) foram posteriormente doado à União da Liberdade Animal. Em 2016, Key juntamente com outros artistas da S.M. Entertainment participou da campanha "Faça uma promessa", organizada pela UNICEF e Louis Vuitton; segundo o qual 40% dos recursos foram doados através da UNICEF para as crianças carentes.

## Vida pessoal
Key foi criado por sua avó desde que nasceu. Sua mãe ficou muito doente após o parto e seu pai estava ocupado com o trabalho por isso não podia cuidar dele. Além de sua língua nativa, o coreano, também fala o inglês, japonês e o básico de mandarim. Passou seis semanas em um intercâmbio nos Estados Unidos. Key se formou pela Universidade Myongji com uma licenciatura em Cinema e Musical. Ele atualmente atende por sua pós-graduação na Universidade Woosuk, com especialização em "Cultura e Conteúdo de Educação e Desenvolvimento". Sua tese é intitulada "A Influência da Educação de Estilo em Aparência Satisfatória e Auto-estima dos Adolescentes Coreanos".
Em 5 de outubro de 2014, Key anunciou em sua conta oficial no instagram que sua avó havia falecido em 23 de setembro de 2014. Além disso, ele afirmou que queria anunciar isso por conta própria, porque não se sentia bem anunciar através de sua empresa.

## Filmografia

### Filmes
| Ano  | Título                    | Papel           | Notas                       |
| ---- | ------------------------- | --------------- | --------------------------- |
| 2007 | Attack on the Pin-Up Boys | Dançarino extra | Participação                |
| 2012 | I AM.                     | Ele mesmo       | Filme biográfico da SM Town |
| 2015 | SMTOWN The Stage          | Ele mesmo       | Documentário da SM Town     |
| 2019 | Hit-and-Run Squad         | Dong-soo        |                             |

### Televisão
| Ano                      | Título                           | Papel                  | Rede          | Notas                                       |
| ------------------------ | -------------------------------- | ---------------------- | ------------- | ------------------------------------------- |
| 2010                     | Raising Idol                     | Ele mesmo              | Comedy TV     |                                             |
| 2011                     | Moon Night '90                   | Lee Hyun-do            | Mnet          |                                             |
| 2012                     | Salamander Guru and The Shadows  | Cliente do Flower Shop | SBS           | Participação (Ep. 4)                        |
| 2014                     | We Got Married Global Edition    | Ele mesmo              | MBC           |                                             |
| 2014                     | Star Gazing                      | Ele mesmo              | MBC           | Regular                                     |
| 2014                     | 7 Hungry Houseguests             | Ele mesmo              | MBC           | Ep. 2                                       |
| 2015–17                  | M Countdown                      | Ele mesmo              | Mnet          | Apresentador                                |
| 2015                     | My Little Television             | Ele mesmo              | MBC           |                                             |
| 2015                     | Key's Knowhow                    | Ele mesmo              | Mnet          |                                             |
| 2015                     | Cast a Spell (Make An Order)     | Ele mesmo              | Olive TV      | Co-apresentador                             |
| 2016                     | Drinking Solo                    | Kim Ki-bum             | tvN           | Recorrente                                  |
| 2016                     | Seoul Fashion                    | Ele mesmo              | JTBC          | Documentário; colaboração entre JTBC e CeCi |
| 2017                     | The Guardians                    | Gong Kyung-soo         | MBC           | Elenco principal                            |
| 2018–2019; 2020–presente | DoReMi Market (Amazing Saturday) | Ele mesmo              | tvN           | Regular                                     |
| 2018                     | Breakers                         | Ele mesmo              | Mnet          | Apresentador                                |
| 2018                     | Cheongdam Key-chin               | Ele mesmo              | KakaoTV JTBC4 | Apresentador                                |

### Web
| Ano  | Título      | Papel     | Rede                 | Notas                                     |
| ---- | ----------- | --------- | -------------------- | ----------------------------------------- |
| 2018 | Keyword#BoA | Ele mesmo | Naver TV V-Live xtvN |                                           |
| 2018 | Key-log     | Ele mesmo | Naver TV             | Detalhando o processo de sua estreia solo |

### Teatro
| Ano     | Título                 | Papel                 | Notas               |
| ------- | ---------------------- | --------------------- | ------------------- |
| 2012–13 | Catch Me If You Can    | Frank Abagnale, Jr.   |                     |
| 2013    | Bonnie and Clyde       | Clyde Chestnut Barrow |                     |
| 2013–14 | The Three Musketeers   | D'Artagnan            |                     |
| 2014    | Zorro                  | Zorro                 |                     |
| 2015    | School OZ              | David                 | Musical holográfico |
| 2015    | Chess                  | Anatoly Sergievsky    |                     |
| 2015–17 | In the Heights         | Usnavi                |                     |
| 2016–17 | Save the Green Planet! | Byung Goo             |                     |

## Discografia
- Face (2018)
- Gasoline (2022)

## Prêmios e indicações
| Ano  | Prêmio           | Categoria      | Trabalho nomeado | Resultado |
| ---- | ---------------- | -------------- | ---------------- | --------- |
| 2017 | Grimae Awards    | Best New Actor | The Guardians    | Venceu    |
| 2017 | MBC Drama Awards | Best New Actor | The Guardians    | Indicado  |